# Djem (peuple)
Pour les articles homonymes, voir Djem.
Les Djem sont une population bantoue d'Afrique centrale établie dans le sud du Cameroun, au nord de la Guinée équatoriale et au nord du Gabon, également en république du Congo.

## Ethnonymie

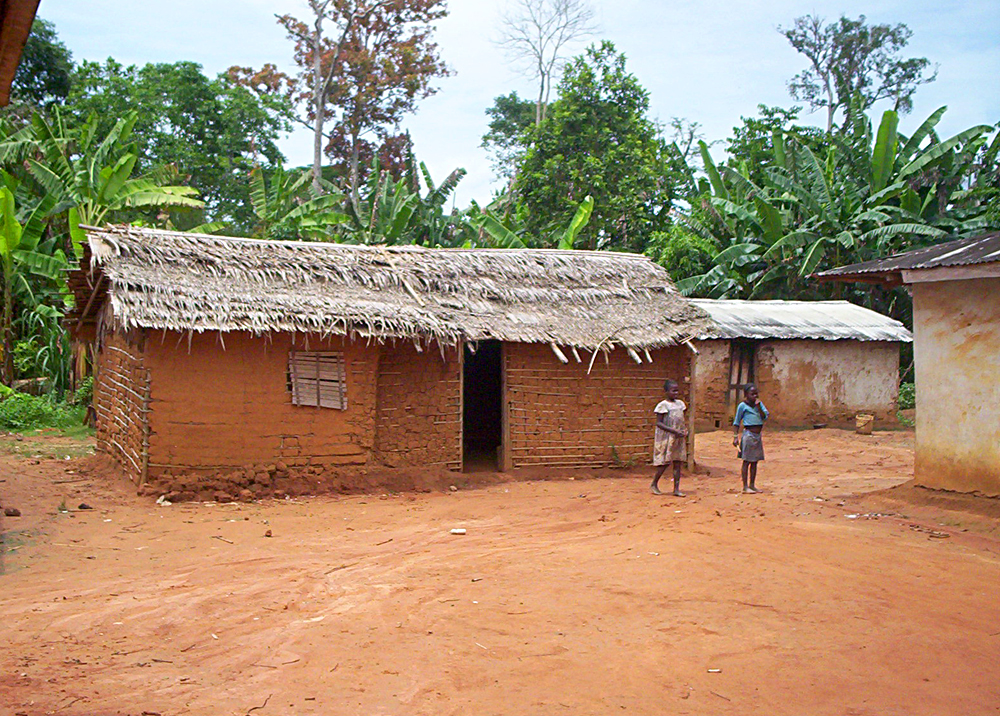
Habitation djem à Ngoila en 2005

Selon les sources et le contexte, on rencontre d'autres formes : Djems, Djimu, Dsimu, Dzem, Dzimou, Dzimu, Konzime, Kooncimo, Koozhime, Koozime, Kozime, Ndjem-bajue, Ndjeme, Ndjem, Ndzem, Ngyeme, Njem, Njiem, Nzem, Nzime, Nzimu, Zimu.

## Langues
Ils parlent une langue bantoue, le ndjem. Le nombre total de locuteurs a été estimé à 7 000, dont 3 500 au Cameroun et 3 500 au Congo. Le français est également utilisé.

## Population
D'autres sources évaluent la population djem à plus de 150 000 personnes. La plupart sont agriculteurs, ils produisent du manioc, du cacao et de l'igname. Ils sont généralement chrétiens, mais conservent des liens étroits avec leurs croyances traditionnelles.

### Filmographie
- La Femme choisit : chez les D'Jimmis, film documentaire de Néna Baratier, CNRS Audiovisuel, Meudon, 1994, 16 min (VHS)